# Geneviève Bujold
Geneviève Bujold (fransk udtale: [ʒən.vjɛːv by.ʒo]; eller [by.ʒɔld]) (født 1. juli 1942) er en canadisk teater- og filmskuespiller.
Datter af en fransk-canadisk buschauffør. Hun modtog sin uddannelse på en klosterskole og på Conservatoire d'Art dramatique de Montréal. Bujold gjorde scenedebut i den canadiske opsætning af Barberen i Sevilla og fik sit første filmrolle i 1964 i La fleur de l'âge, ou Les adolescentes. Under et besøg i Europa blev hun valgt af filminstruktør Alain Resnais for at spille overfor Yves Montand i Krigen er endt. Hun gjorde en karriere i Frankrig, før hun blev internationalt berømt i rollen som Anne Boleyn i Anne, dronning i tusind dage, som hun blev Oscar nomineret for.

## Filmografi
- 1964 – La fleur de l'âge, ou Les adolescentes
- 1966 – Krigen er endt
- 1969 – Anne, dronning i tusind dage
- 1974 – Jordskælv
- 1984 – Strømer på stregen
- 1988 – Blodbrødre
- 1999 – Eye of the Beholder
- 2009 – The Trotsky